# Feral State
Feral State es una película estadounidense de suspenso de 2020, dirigida por Jon Carlo, que a su vez la escribió, musicalizada por Lionel Cohen, en la fotografía estuvo Joel E. Schaeffer y los protagonistas son AnnaLynne McCord, Octavio Pisano y Ronnie Gene Blevins, entre otros. El filme fue realizado por Sunchaser Films y se estrenó el 30 de octubre de 2020.

## Sinopsis
Una pandilla de prófugos y huérfanos es apadrinada por un hombre sombrío y carismático, juntos provocan desastres en los everglades y parques de casas rodantes de Florida.